# Amazona (gènere)

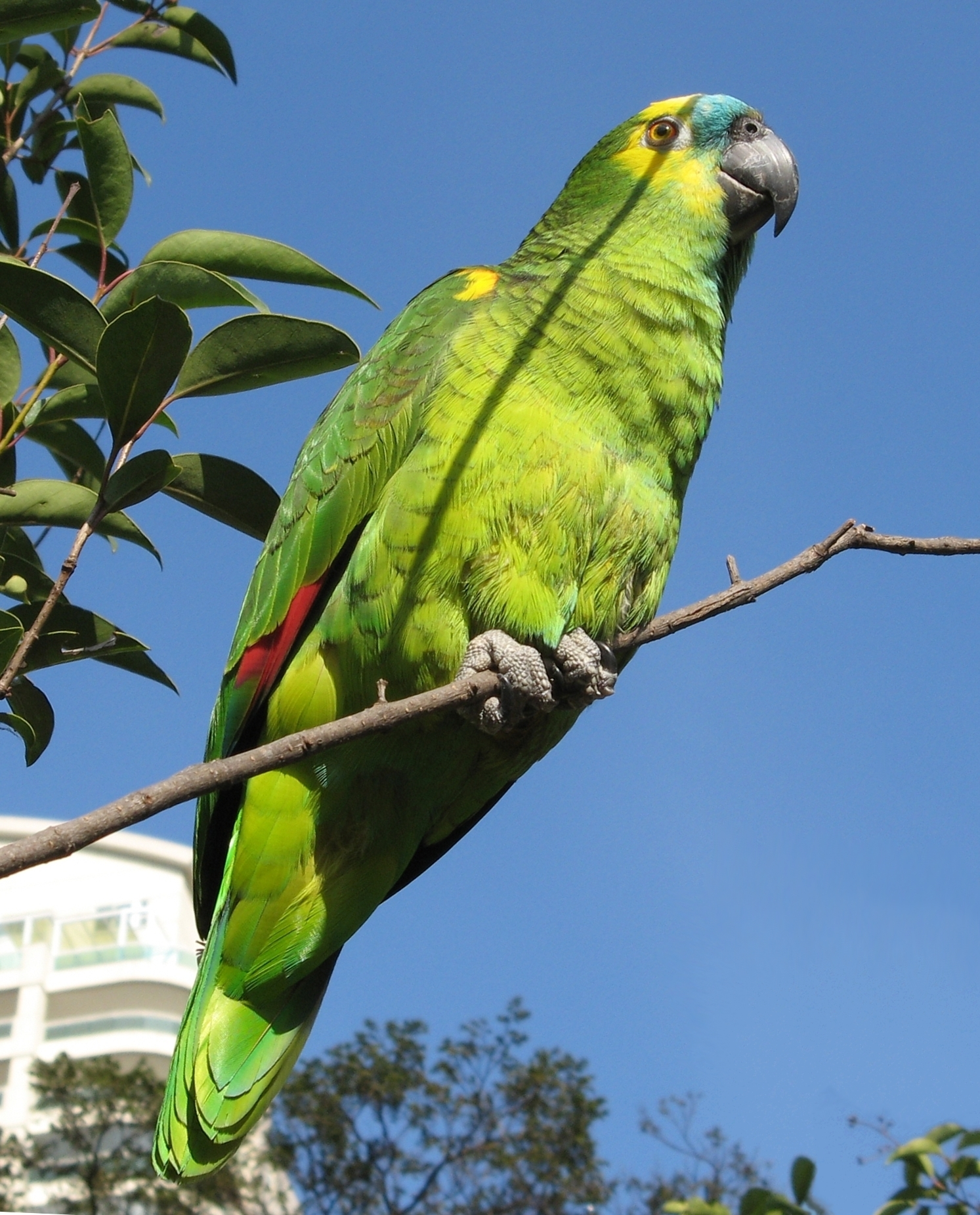
Lloro de front blau (Amazona aestiva)

Amazona és un gènere de lloros, ocells de la família dels psitàcids, nadius de la zona neotropical, incloent Mèxic i les illes del Carib.
La major part dels membres del gènere són predominantment de color verd. S'alimenten principalment de llavors, nous i fruites, completant la dieta amb fulles verdes.

## Taxonomia
Aquest gènere es classifica en 34 espècies vives i dues extintes en època històrica:
- amazona festiva meridional (Amazona festiva).
- amazona festiva septentrional (Amazona bodini).
- amazona de pit vinós (Amazona vinacea).
- amazona de Tucumán (Amazona tucumana).
- amazona de Prêtre (Amazona pretrei).
- amazona de Jamaica becfosca (Amazona agilis).
- amazona frontblanca (Amazona albifrons).
- amazona de Jamaica becclara (Amazona collaria).
- amazona de Cuba (Amazona leucocephala).
- amazona de la Hispaniola (Amazona ventralis).
- amazona de Puerto Rico (Amazona vittata).
- amazona de coroneta lila (Amazona finschi).
- amazona galtagroga (Amazona autumnalis).
- amazona de l'Equador (Amazona lilacina).
- amazona diademada (Amazona diadema).
- amazona frontvermella (Amazona viridigenalis).
- amazona de Yucatán (Amazona xantholora).
- amazona de Dufresne (Amazona dufresniana).
- amazona galtablava (Amazona rhodocorytha).
- amazona de Bouquet (Amazona arausiaca).
- amazona de Saint Lucia (Amazona versicolor).
- amazona capgroga (Amazona oratrix).
- amazona de clatell groc (Amazona auropalliata).
- amazona frontgroga (Amazona ochrocephala).
- amazona d'espatlles grogues (Amazona barbadensis).
- amazona frontblava (Amazona aestiva).
- amazona mercenària (Amazona mercenarius).
- amazona farinosa septentrional (Amazona guatemalae).
- amazona farinosa meridional (Amazona farinosa).
- amazona de Kawall (Amazona kawalli).
- amazona imperial (Amazona imperialis).
- amazona cuavermella (Amazona brasiliensis).
- amazona d'ales taronja (Amazona amazonica).
- amazona de Saint Vincent (Amazona guildingii).
- amazona de Martinica (Amazona martinicana). Extint.
- amazona de Guadalupe (Amazona violacea). Extint.